# A King o' Make-Believe
A King o' Make-Believe è un cortometraggio muto del 1916 diretto da Robert B. Broadwell.

## Produzione
Il film fu prodotto dalla Centaur Film Company.

## Distribuzione
Distribuito dalla Mutual Film, il film - un cortometraggio in due bobine - uscì nelle sale cinematografiche USA il 1º luglio 1916.